# 武田美智子
武田 美智子（たけだ みちこ、1975年7月29日 - ）は、日本の女性総合格闘家。広島県廿日市市出身（旧佐伯町）。禅道会広島支部所属。
格闘歴は小学生の頃から始めた柔道が最も長く、サンボは大学時代に柔道修行の一環として一時期練習していた。また、中学時代は柔道部がなかったとのことで剣道部に所属し初段を持っている。

## 人物
広島電機大学附属高校（現：広島国際学院高校）卒業。
拓殖大学時代の柔道部監督は岩釣兼生であり、その影響でサンボなどの試合に出場。
1996年11月、東京で初めて開催された第20回世界サンボ選手権大会・女子68kg級に出場し、優勝を果たした。
1997年6月、第13回全日本学生女子柔道体重別選手権大会・女子66kg級に出場し、準優勝を果たした。
2004年8月29日、Love Impactでプロ総合格闘技デビュー。ファング鈴木と対戦し、ドローとなった。
2006年6月30日、初参戦となったスマックガールで高橋洋子のデビュー10周年記念試合の相手を務め、フロントチョークで一本負けを喫した。
2007年3月11日、1回戦をシードされたスーパーギャルズミックス杯の準決勝でたま☆ちゃんと対戦し、3-0の判定勝ち。5月19日の決勝ではHIROKOと対戦し、1-2の判定負けで準優勝となった。
2009年2月4日、JEWELS初参戦となったJEWELS 2nd RINGでHIROKOと再戦し、右ストレートによるTKO負けを喫した。
2010年9月26日、VALKYRIE初参戦・ケージ初挑戦となったVALKYRIE 07の女子無差別級初代チャンピオン決定トーナメント準決勝で佐藤瑞穂と対戦し、0-3の判定負けを喫した。

## 戦績
| 総合格闘技 戦績 | 総合格闘技 戦績 | 総合格闘技 戦績 | 総合格闘技 戦績 | 総合格闘技 戦績 | 総合格闘技 戦績 | 総合格闘技 戦績 |
| --------------- | --------------- | --------------- | --------------- | --------------- | --------------- | --------------- |
| 9 試合          | (T)KO           | 一本            | 判定            | その他          | 引き分け        | 無効試合        |
| 4 勝            | 0               | 2               | 2               | 0               | 1               | 0               |
| 4 敗            | 1               | 1               | 2               | 0               | 1               | 0               |

| 勝敗 | 対戦相手     | 試合結果                    | 大会名 | 開催年月日    |
| ×    | 佐藤瑞穂     | 3分3R終了 判定0-3           | VALKYRIE 07 【女子無差別級初代チャンピオン決定トーナメント 準決勝】                                        | 2010年9月26日 |
| ×    | HIROKO       | 2R 3:25 TKO（右ストレート） | JEWELS 2nd RING                                                                                            | 2009年2月4日  |
| ×    | HIROKO       | 5分2R終了 判定1-2           | SMACKGIRL 2007 〜最強はUSAだと女王は言った〜 【スーパーギャルズミックス杯 無差別級トーナメント 決勝】      | 2007年5月19日 |
| ○    | たま☆ちゃん  | 5分2R終了 判定3-0           | SMACKGIRL 2007 〜女王は新宿の夜を赤く染るか？〜 【スーパーギャルズミックス杯 無差別級トーナメント 準決勝】 | 2007年3月11日 |
| ○    | 江本敦子     | 5分2R終了 判定3-0           | レッスルエキスポ2006 夏のお台場・女子格闘技物語                                                            | 2006年8月19日 |
| ×    | 高橋洋子     | 1R 4:09 フロントチョーク    | SMACKGIRL 2006 〜頂女決戦〜 【高橋洋子デビュー10周年記念試合】                                             | 2006年6月30日 |
| ○    | 太田佳保     | 1R 0:21 腕ひしぎ十字固め    | SPIRITUAL ROAD 2005                                                                                        | 2005年9月3日  |
| ○    | 清水里香     | 1R 0:44 アームバー          | WORLD OYAZI BATTLE -SAMURAI RETURN!-                                                                       | 2005年7月18日 |
| △    | ファング鈴木 | 5分2R終了 判定1-1           | Love Impact                                                                                                | 2004年8月29日 |